# مارغريت لويس
مارغريت لويس (بالإنجليزية: Margaret Lewis)‏ هي مغنية ومغنية مؤلفة أمريكية، ولدت في عقد 1940، وتوفيت في 29 مارس 2019.

## وصلات خارجية
- مارغريت لويس على موقع ميوزك برينز (الإنجليزية)
- مارغريت لويس على موقع ديسكوغز (الإنجليزية)